# Bulgarian International
Die Bulgarian International oder Bulgaria Open sind die offenen internationalen Meisterschaften von Bulgarien im Badminton. Sie werden seit 1985 ausgetragen. 1996 bis 1998 und 2000 fanden sie nicht statt. Die Titelkämpfe gehörten in der Saison 2006/2007 dem BE Circuit an, nachdem sie 2005/2006 für dieses europäische Wertungssystem nicht mehr berücksichtigt wurden. 2006 und 2008 fanden sowohl ein Bulgarian International als auch ein Bulgaria Open tituliertes Turnier statt.
Nationale Titelkämpfe gibt es in Bulgarien ebenfalls seit 1985.

## Die Sieger
| Saison | Herreneinzel            | Dameneinzel           | Herrendoppel                                 | Damendoppel                                 | Mixed                                     |
| ------ | ----------------------- | --------------------- | -------------------------------------------- | ------------------------------------------- | ----------------------------------------- |
| 1985   | Heinz Fischer           | Monika Cassens        | Heinz Fischer Jeliazko Valkov                | Monika Cassens Kerstin Bohn                 | Thomas Mundt Monika Cassens               |
| 1986   | Heinz Fischer           | Helle Andersen        | Thomas Lund Max Gandrup                      | Susanne Pedersen Tanja Berg                 | Thomas Mundt Monika Cassens               |
| 1987   | Jacek Hankiewicz        | Monika Cassens        | Peter Busch Jensen Karsten Wolfgang          | Monika Cassens Petra Michalowsky            | Kai Abraham Petra Michalowsky             |
| 1988   | Jin Feng                | Lin Yanfen            | Li Jian Fu Qiang                             | Lin Yanfen Zhang Wanling                    | Li Jian Gao Meifeng                       |
| 1989   | Liang Zhiqiang          | Lin Yanfen            | Yu Lizhi Zheng Shoutai                       | Lin Yanfen Zhang Wanling                    | Wu Chibing Lin Yanfen                     |
| 1990   | Andrei Antropow         | Irina Serova          | Andrei Antropow Nikolai Sujew                | Diana Koleva Helene Kirkegaard              | Nikolai Sujew Irina Serova                |
| 1991   | Robert Liljequist       | Irina Serova          | Markus Keck Michael Helber                   | Andrea Findhammer Anne-Katrin Seid          | Markus Keck Anne-Katrin Seid              |
| 1992   | Anatoliy Skripko        | Victoria Hristova     | Svetoslav Stoyanov Mihail Popov              | Neli Nedjalkova Renni Assenova              | Svetoslav Stoyanov Raina Tzvetkova        |
| 1993   | Hannes Fuchs            | Irina Serova          | Mikhail Korshuk Vitaliy Shmakov              | Tatiana Gerasimovitch Vlada Chernyavskaya   | Vitaliy Shmakov Vlada Chernyavskaya       |
| 1994   | Hannes Fuchs            | Katarzyna Krasowska   | Robert Mateusiak Damian Pławecki             | Elena Nozdran Victoria Evtushenko           | Vladislav Druzchenko Victoria Evtuschenko |
| 1995   | Anders Nielsen          | Elena Nozdran         | Thomas Reidy Kevin Han                       | Diana Koleva Neli Nedjalkova                | Vladislav Druzchenko Victoria Evtuschenko |
| 1996   | nicht ausgetragen       | nicht ausgetragen     | nicht ausgetragen                            | nicht ausgetragen                           | nicht ausgetragen                         |
| 1997   | Stanislav Pukhov        | Anne Gibson           | Svetoslav Stoyanov Mihail Popov              | Victoria Hristova Raina Tzvetkova           | Svetoslav Stoyanov Raina Tzvetkova        |
| 1998   | nicht ausgetragen       | nicht ausgetragen     | nicht ausgetragen                            | nicht ausgetragen                           | nicht ausgetragen                         |
| 1999   | Kasper Ødum             | Elena Nozdran         | Joachim Tesche Christian Mohr                | Diana Koleva Neli Nedjalkova                | Valerij Strelcov Natalia Golovkina        |
| 2000   | nicht ausgetragen       | nicht ausgetragen     | nicht ausgetragen                            | nicht ausgetragen                           | nicht ausgetragen                         |
| 2001   | Richard Vaughan         | Petya Nedelcheva      | Peter Jeffrey Ian Palethorpe                 | Liza Parker Suzanne Rayappan                | Robert Blair Natalie Munt                 |
| 2002   | Stanislav Pukhov        | Elena Sukhareva       | Stanislav Pukhov Nikolai Sujew               | Natalia Gorodnicheva Marina Yakusheva       | Nikolai Sujew Marina Yakusheva            |
| 2003   | Shoji Sato              | Petya Nedelcheva      | Thomas Røjkjær Jensen Tommy Sørensen         | Petya Nedelcheva Neli Boteva                | Dmitry Miznikov Natalia Golovkina         |
| 2004   | Nathan Rice             | Elizabeth Cann        | Ruben Gordown Khosadalina Aji Basuki Sindoro | Ragna Ingólfsdóttir Sara Jónsdóttir         | Stephen Foster Jenny Wallwork             |
| 2005   | Joachim Fischer Nielsen | Petya Nedelcheva      | Mihail Popov Svetoslav Stoyanov              | Petya Nedelcheva Diana Dimova               | Vladimir Metodiev Petya Nedelcheva        |
| 2006   | Sergey Ivlev            | Linda Zechiri         | Rasmus Andersen Peter Steffensen             | Petya Nedelcheva Diana Dimova               | Tim Dettmann Annekatrin Lillie            |
| 2007   | Jan Fröhlich            | Petya Nedelcheva      | Robert Mateusiak Michał Łogosz               | Nina Vislova Valeria Sorokina               | Alexandr Nikolaenko Nina Vislova          |
| 2008   | Yuichi Ikeda            | Petya Nedelcheva      | Vitaliy Durkin Alexandr Nikolaenko           | Nina Vislova Valeria Sorokina               | Vitaliy Durkin Nina Vislova               |
| 2009   | Rune Ulsing             | Petya Nedelcheva      | Kasper Faust Henriksen Anders Kristiansen    | Petya Nedelcheva Anastasia Russkikh         | Robert Mateusiak Nadieżda Kostiuczyk      |
| 2010   | Przemysław Wacha        | Petya Nedelcheva      | Marcus Ellis Peter Mills                     | Petya Nedelcheva Anastasia Russkikh         | Jevgenij Dremin Anastasia Russkikh        |
| 2011   | Przemysław Wacha        | Linda Zechiri         | Liang Jui-wei Liao Kuan-hao                  | Mariana Agathangelou Heather Olver          | Valeriy Atrashchenkov Anna Kobceva        |
| 2012   | Kęstutis Navickas       | Petya Nedelcheva      | Robert Blair Tan Bin Shen                    | Gabriela Stoeva Stefani Stoeva              | Michael Fuchs Birgit Michels              |
| 2013   | Emil Holst              | Beatriz Corrales      | Łukasz Moreń Wojciech Szkudlarczyk           | Gabriela Stoeva Stefani Stoeva              | Robert Blair Imogen Bankier               |
| 2014   | Marc Zwiebler           | Beatriz Corrales      | Selvanus Geh Kevin Sanjaya Sukamuljo         | Della Destiara Haris Gebby Ristiyani Imawan | Fran Kurniawan Komala Dewi                |
| 2015   | Pablo Abián             | Olga Konon            | Raphael Beck Peter Käsbauer                  | Gabriela Stoeva Stefani Stoeva              | Robert Mateusiak Nadieżda Zięba           |
| 2016   | Daniel Nikolov          | Panuga Riou           | Daniel Nikolov Ivan Rusev                    | Busra Yalçinkaya Fatma Nur Yavuz            | Melih Turgut Fatma Nur Yavuz              |
| 2017   | R. M. V. Gurusaidutt    | Mariya Mitsova        | Arun George Sanyam Shukla                    | Lise Jaques Flore Vandenhoucke              | Dominik Stipsits Antonia Meinke           |
| 2018   | Albin Carl Hjelm        | Sara Peñalver Pereira | Jaromír Janáček Tomáš Švejda                 | Moa Sjöö Tilda Sjöö                         | Ashith Surya Pranjal Prabhu Chimulkar     |
| 2019   | Dimitar Yanakiev        | Rebecca Kuhl          | Philip Birker Dominik Stipsits               | Serena Au Yeong Katharina Hochmeir          | Stilian Makarski Diana Dimova             |
| 2020   | Luka Ban                | Linda Zechiri         | Daniel Nikolov Ivan Rusev                    | Gabriela Stoeva Stefani Stoeva              | Iliyan Stoynov Hristomira Popovska        |
| 2021   | Meiraba Luwang Maisnam  | Samiya Imad Farooqui  | Avinash Gupta Brandon Yap                    | Amalie Cecilie Kudsk Signe Schulz           | Kristian Kræmer Amalie Cecilie Kudsk      |
| 2022   | Wang Po-wei             | Lin Sih-yun           | Chiang Chien-wei Wu Hsuan-yi                 | Liu Chiao-yun Wang Yu-qiao                  | Chiu Hsiang-chieh Lin Xiao-min            |
| 2023   | Mikolaj Szymanowski     | Kaloyana Nalbantova   | Robert Cybulski Szymon Slepecki              | Paulina Hankiewicz Kornelia Marczak         | Robert Cybulski Kornelia Marczak          |
| 2024   | Gustav Bjorkler         | Stefani Stoeva        | Bruno Carvalho David Silva                   | Gabriela Stoeva Stefani Stoeva              | Jonas Østhassel Julie Abusdal             |